# Låsby-Svendsen
Jens Peter Svendsen (født 6. december 1929 i Østrup, død 3. juli 2020) var en dansk forretningsmand med tilnavnet Låsby-Svendsen efter den lille østjyske by Låsby øst for Silkeborg. 
Han stammede fra landsbyen Østrup i Himmerland, hvor han som 14-årig kom i lære som kommis i brugsforeningen. Syv år senere tog han som udlært til Østjylland og købte en mark ved Låsby, hvor han startede en brugtvognshandel, senere udviklet til en blandet landhandel. Han blev efterhånden en kendt handelsmand i området med tilnavnet "Låsby-Svendsen". Efter at have beskæftiget sig med køb og salg af heste og landhandel slog han ind på handel med værdipapirer og ejendomme.
I de danske medier blev Svendsen primært kendt for sine omstridte handler med faldefærdige ejendomme rundt om i Danmark. De blev købt og udlejet, ofte til folk på overførselsindkomster eller prostituerede. Han høstede megen kritik for disse forretninger. I 1968 gik han konkurs og stiftede siden en betydelig skattegæld, som eskalerede, da han siden 2003 hverken afleverede selvangivelse eller betalte sin skat på cirka 43 millioner kroner. Han blev siden 1977 ved flere lejligheder dømt for overtrædelse af straffeloven for blandt andet bedrageri, trusler mod dyreværnsfolk og drabstrusler mod ansatte i SKAT samt for overtrædelse af fyrværkeriloven.
Jens Peter Svendsen blev i juni 2009 erklæret konkurs grundet sin skattegæld.